# Wilfried Haslauer (1956)
Wilfried Haslauer, né le 3 mai 1956 à Salzbourg, est un homme politique autrichien membre du Parti populaire autrichien (ÖVP).
Il est Landeshauptmann de Salzbourg depuis le 19 juin 2013. Son père Wilfried Haslauer a également occupé cette fonction entre 1977 et 1989.